# Amir Bar-Lev
Amir Bar-Lev (1974) è un regista e produttore cinematografico statunitense di origini israeliane noto per alcuni suoi documentari.
Nel 2000 al Karlovy Vary International Film Festival ha ricevuto la menzione speciale della giuria per Fighter, mentre nel 2007 il suo film documentario My Kid Could Paint That, basato sulla storia della bambina-pittrice Marla Olmstead, è stato premiato al Sundance Film Festival.

## Filmografia
- The Tillman Story (2010) (regista e sceneggiatore)
- Trouble the Water (2008) (co-produttore)
- My Kid Could Paint That (2007) (produttore)
- It Could Happen Tomorrow (2006) serie TV (produttore)
- Sundance Film Festival Dailies (2003) serie TV (produttore di sezione)
- VH1: All Access (2003) serie TV (produttore)
- Fighter (2000) (regista e produttore)